# Bored to Death
Bored to Death es una comedia de situación estadounidense de la cadena HBO creada por el escritor Jonathan Ames. Se emitió entre 2009 y 2011, en tres temporadas de ocho capítulos cada una. La serie está protagonizada por Jason Schwartzman, que interpreta a un ficticio Jonathan Ames - un escritor que reside en Brooklyn, Nueva York, que tiene un segundo empleo como detective privado sin licencia. Le acompañan Ted Danson como George, y Zach Galifianakis como Ray, los mejores amigos de Jonathan.
El 20 de diciembre de 2011 HBO anunció la cancelación de la serie tras tres temporadas.

## Reparto
Regular
- Jason Schwartzman como Jonathan Ames, esforzado novelista y torpe detective privado sin licencia.
- Zach Galifianakis como Ray Hueston, dibujante de cómics y mejor amigo de Jonathan. Tiene profundos problemas psicológicos que su novia, Leah, cree que necesita afrontar.
- Ted Danson como George Christopher, editor de la ficticia revista neoyorquina Edition, mujeriego y aficionado a la fiesta; jefe y amigo de Jonathan.

Recurrente
- Heather Burns como Leah, novia de Ray.
- Olivia Thirlby como Suzanne, exnovia de Jonathan.
- Oliver Platt como Richard Antrem, editor ficticio de la revista GQ y rival de George Christopher.
- Laila Robins como Priscilla, exmujer de George yactual mujer de Richard.
- John Hodgman como Louis Green, crítico literario que hizo una crítica muy negativa de la primera y única novela de Jonathan. Alberga un profundo odio por la vida y el trabajo de Jonathan.
- Jenny Slate como Stella,miembro de una cooperativa de comida orgánica, fumadora de marihuana y posterior amante de Jonathan.
- Zoe Kazan como Nina, alumna de Jonathan y posteriormente novia.
- Bebe Neuwirth como Caroline, editora literaria de Jonathan.
- Patton Oswalt como Howard Baker, dueño de una tienda de productos de espionaje que Jonathan, Ray y George frecuentan ocasionalmente.
- Kristen Wiig como Jennifer "Trouble" Gladwell, uno de los primeros clientes de Jonathan, cuyo alcoholismo le mete en problemas.
- Mary Kay Place como Kathryn Joiner, empleada de una compañía que ayuda a Edition a apretarse el cinturón..
- Jonathan Ames como Irwin, un novio de Leah que intenta apuñalar a Ray, provocando su ruptura. .

## Recepción
La primera temporada tuvo una buena respuesta. Metacritic le puso una puntuación de 64/100, basado en  27 críticas. En el blog de la revista Time, James Poniewozik alabó ‘’la interacción entre los altibajos de vivir en Nueva York” y la elección del casting. Nancy Franklin de The New Yorker determinó que la serie contaba con un buen casting y un buen guion. Sin embargo, Maureen Ryan de Chicago Tribune la calificó como ‘’tediosa’’, aunque alabó las actuaciones de Danson y Galifianakis. Brian Lowry, de la revista Variety, se refirió a ella como “demasiado valiosa y particular para su propio bien” 
La respuesta de la segunda temporada también fue buena. Jennifer Armstrong de Entertainment Weekly escribió que ‘’el encanto está en los detalles’’, además añadió que ‘’el genio de Ted Danson y Zach Galifianakis reforzaban la serie”. Poniewozik, de la revista TIME, también hizo una reseña positiva de la segunda temporada.  
Siguiendo la estela de Curb Your Enthusiasm, Bored to Death tuvo un ratio de audiencia de un 92 por ciento de un total de 1.1 millones de personas, de acuerdo con Nielsen ratings.
Bored to Death ganó en el 2010 el premio Emmy al mejor título de cabecera, compitiendo con otras series como The Pacific y Nurse Jackie.
El 20 de diciembre del 2011 la serie fue cancelada. Muchas peticiones en contra de su cancelación fueron circulando por páginas web y redes sociales. Jonathan Ames respondió a esto diciendo que ‘’Es muy dulce. No quiero desanimarlo aunque me de vergüenza.”